# Radhika Apte
Radhika Apte (Vellore, 7 september 1985) is een Indiaas actrice die voornamelijk in Hindi films speelt.

## Biografie
Apte, die opgroeide in Pune, nam er lessen in Indiase klassieke dans en raakte zo betrokken bij optredens in theatervoorstellingen. Ze ambieerde hierdoor een filmcarrière. Tijdens haar studie jaren gaf ze haarzelf voor de grap op voor een rol in de film Vaah! Life Ho Toh Aisi! Acteur Rahul Bose die Apte gezien had in één van haar theatervoorstellingen stelde haar naam voor aan een  regisseur en zo kreeg Apte een rol aangeboden in de film Antaheen. Apte was niet tevreden met haar leven in Mumbai, hoewel ze rollen aangeboden kreeg zowel in films als in het theater waren de verdiensten laag en was ze het zat om met anderen een woning te delen. Ze besloot in 2011 halsoverkop naar Londen te gaan en een dansopleiding te doen aan de Trinity Laban Conservatoire of Music and Dance. Één jaar later toen ze weer terug was in Poona heeft ze getwijfeld of ze weer naar Mumbai moest gaan, gezien haar negatieve ervaringen. Een jaar later nam ze toch het besluit te gaan en haar carrière in de filmindustrie voort te zetten. Apte is naast films nog steeds actief in het theater.

## Filmografie

### Films
| Jaar | Film                      | Rol              | Taal           | Opmerking                                      |
| ---- | ------------------------- | ---------------- | -------------- | ---------------------------------------------- |
| 2005 | Vaah! Life Ho Toh Aisi!   | Anjali           | Hindi          |                                                |
| 2006 | Darmiyan                  | Ekta             | Engels - Hindi | korte film                                     |
| 2009 | Antaheen                  | Brinda           | Bengaals       |                                                |
| 2009 | Samaantar                 | Rewa             | Marathi        |                                                |
| 2009 | Gho Mala Asla Hava        | Savitri          | Marathi        |                                                |
| 2010 | Vakratunda Swaha          |                  | Bengaals       | korte film                                     |
| 2010 | The Waiting Room          | Tina             | Hindi          |                                                |
| 2010 | Rakta Charitra I          | Nandini          | Hindi          |                                                |
| 2010 | Rakta Charitra I          | Nandini          | Telugu         |                                                |
| 2010 | Rakta Charitra II         | Nandini          | Hindi          |                                                |
| 2010 | Rakta Charitra II         | Nandini          | Telugu         |                                                |
| 2011 | I Am                      | Natasha          | Hindi          | verhaal Abhimanyu                              |
| 2011 | Shor in the City          | Sapna            | Hindi          |                                                |
| 2012 | Dhoni                     | Nalini           | Tamil          |                                                |
| 2012 | Dhoni                     | Nalini           | Telugu         |                                                |
| 2012 | Ha Bharat Maza            |                  | Marathi        |                                                |
| 2012 | Tukaram                   | Aavli            | Marathi        |                                                |
| 2013 | That Day After Everyday   | Rekha            | Hindi          | korte film                                     |
| 2013 | Rupkatha Noy              | Sananda          | Bengaals       |                                                |
| 2013 | All in All Azhagu Raja    | Meenakshi        | Tamil          |                                                |
| 2014 | Pendulum                  | Nandita          | Bengaals       |                                                |
| 2014 | Legend                    | nicht van Jaidev | Telugu         |                                                |
| 2014 | Postcard                  | Gulzar           | Marathi        |                                                |
| 2014 | Vetri Selvan              | Sujatha          | Tamil          |                                                |
| 2014 | Lai Bhaari                | Kavita           | Marathi        |                                                |
| 2015 | Badlapur                  | Kanchan          | Hindi          |                                                |
| 2015 | Haram                     | Isha             | Malayalam      |                                                |
| 2015 | Ahalya                    | Ahalya           | Bengaals       | korte film                                     |
| 2015 | Hunterrr                  | Tripti Gokhale   | Hindi          |                                                |
| 2015 | Lion                      | Sarayu           | Telugu         |                                                |
| 2015 | Manjhi – The Mountain Man | Phaguniya        | Hindi          |                                                |
| 2015 | Kaun Kitne Paani Mein     | Paro             | Hindi          |                                                |
| 2015 | The Bright Day            | Rukmini          | Hindi          |                                                |
| 2015 | The Calling               | Shaheen          | Engels         | korte film                                     |
| 2015 | X: Past Is Present        | Rija             | Hindi          | verhaal Biryani                                |
| 2016 | Parched                   | Lajjo            | Hindi          |                                                |
| 2016 | Phobia                    | Mehak Deo        | Hindi          |                                                |
| 2016 | Kriti                     | Dr. Kalpana      | Hindi          | korte film                                     |
| 2016 | Kabali                    | Kumudhavalli     | Tamil          |                                                |
| 2017 | Madly                     | Archana          | Hindi          | verhaal Clean Shaven                           |
| 2018 | Pad Man                   | Gayatri          | Hindi          |                                                |
| 2018 | Lust Stories              | Kalindi          | Hindi          | verhaal van Anurag Kashyap, ook mede-schrijver |
| 2018 | Andhadhun                 | Sophie           | Hindi          |                                                |
| 2018 | Baazaar                   | Priya Rai        | Hindi          |                                                |
| 2019 | Bombairiya                | Meghna           | Hindi          |                                                |
| 2019 | Chithiram Pesuthadi 2     | Durga            | Tamil          |                                                |
| 2019 | The Wedding Guest         | Samira           | Engels         |                                                |
| 2019 | The Ashram                | Gayatri          | Engels         |                                                |
| 2019 | A Call to Spy             | Noor Inayat Khan | Engels         |                                                |
| 2020 | Raat Akeli Hai            | Radha            | Hindi          |                                                |
| 2022 | Forensic                  | Megha Sharma     | Hindi          |                                                |
| 2022 | Vikram Vedha              | Priya            | Hindi          |                                                |
| 2022 | Monica, O My Darling      | agente Naidu     | Hindi          |                                                |
| 2023 | Mrs Undercover            | Durga Das        | Hindi          |                                                |
| 2024 | Merry Christmas           | Rosie            | Hindi/ Tamil   | gastoptreden                                   |

### Televisie en Webseries
| Jaar | Serie                          | Rol           | Taal           | Platform       |
| ---- | ------------------------------ | ------------- | -------------- | -------------- |
| 2015 | Stories by Rabindranath Tagore | Binodini      | Hindi          |                |
| 2018 | Sacred Games                   | Anjali Mathur | Hindi          | Netflix        |
| 2018 | Ghoul                          | Nida Rahim    | Engels - Hindi | Netflix        |
| 2021 | OK Computer                    | Laxmi Suri    | Hindi          | Disney+Hotstar |
| 2023 | Made in Heaven                 | Pallavi Menke | Hindi          | Prime Video    |